# Valerie Maytum
Valerie Irene (Val) Maytum-Woodwards (Engeland, 25 augustus 1939 – Uden, 24 juli 2016) was een Nederlands dartsspeelster van Engelse afkomst. Maytum en haar man Ron, ook een darter, emigreerden in 1980 vanuit Engeland naar Nederland. Maytum won onder anderen de Dutch Open in 1987, de WDF World Cup singles in 1987 en de WDF World Cup koppels in 1993 met Francis Hoenselaar. Maytum overleed in 2016 op 76-jarige leeftijd, precies drie jaar na haar man Ron.
Maytum was de eerste vrouw die in een officiële wedstrijd een 9-darter gooide, namelijk in 1993, te Nijmegen.

## Resultaten op Wereldkampioenschappen

### WDF
- 1983: Voorronde (verloren van Sandy Reitan met 0-4)
- 1987: Winnaar (gewonnen in de finale van Kathy Maloney met 4-0)
- 1993: Kwartfinale (verloren van Stacy Bromberg met 3-4)
- 1995: Laatste 32 (verloren van Gerda Søgaard-Weltz met 1-4)